# Ford Pockar
La Ford Pockar est un concept car conçu par Ghia pour Ford en 1980.

## Fonctionnalités
La Pockar, aussi appelée «Pocket Car» (voiture de poche en français), comportait des compartiments à bagages intégrés aux panneaux de porte extérieurs. Les deux portes latérales étaient coupées horizontalement au milieu et la partie inférieure tombait comme un hayon. En plus des deux compartiments à bagages verrouillables intégrés dans les portes, il y avait suffisamment d'espace pour des bagages à l'intérieur et de la place pour quatre passagers. La banquette arrière peut également être rabattue à plat pour augmenter la capacité de chargement. Les compartiments à bagages des portes latérales dépassaient à l'intérieur des portes et servaient d'accoudoirs. Sur le tableau de bord, les instruments électroniques étaient regroupés dans une cosse semi-circulaire qui était clairement visible à travers la moitié supérieure du volant.